# フィリップ3世・ド・クロイ

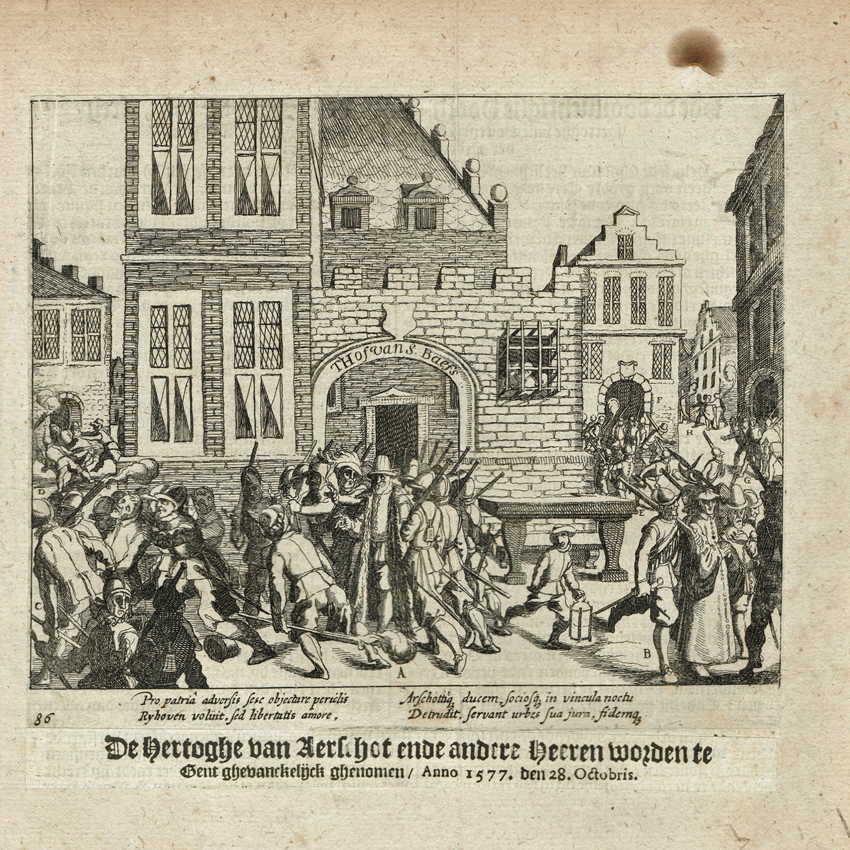
1577年10月28日、ヘントの聖バーフ大聖堂で捕虜にされるアールスコート公フィリップ3世・ド・クロイと他の貴族。ウィレム・ボーダルティウスの「ナッサウ戦争」より。

フィリップ3世・ド・クロイ（フランス語：Philippe III de Croÿ, 1526年7月10日 - 1595年12月11日）は、フランドル総督（在任：1577年）。有力貴族のクロイ＝アールスコート家の当主。軍人となり、スペイン王フェリペ2世から金羊毛騎士団の騎士に任命され、その後外交に携わった。

## 生涯
フィリップ3世は初代アールスコート公フィリップ2世・ド・クロイ（1496年 - 1549年）とアンヌ・ド・クロイ（1501年 - 1539年）の次男である。1551年に兄シャルル2世・ド・クロイが死去すると、第3代アールスコート公、第4代シメイ公および第4代ボーモン伯となった。
ネーデルラントにおける問題に関与し、1563年にはグランヴェル枢機卿をそのポストから解任しようとするウィレム1世らの活動に加わることを拒否した。これは、サン・バルテルミの虐殺の勃発に喜びを示すなどのフィリップ3世のローマ・カトリック教会に対する献身と相まって、スペイン王フェリペ2世には好意的にとらえられたが、1576年に新総督ドン・フアン・デ・アウストリアをネーデルラントに迎えた際のはっきりしない態度によりフェリペ2世はその好意的な態度を撤回した。
フィリップ3世は一般にネーデルラントの住民から不信感を持たれていたにもかかわらず、1577年にスペイン軍が撤退するとアントワープ城塞の総督に任命された。しばらく迷った後、その年の終わりにドン・フアンを見捨てた。
1577年、オラニエ公ウィレム1世に嫉妬したフィリップ3世は、大公マティアス（後に皇帝）にネーデルラントの主権を引き継ぐよう説得した派閥を率い、その後すぐに議会によりフランドル総督に任命された。ヘントのブルジョワジーを含む有力な派閥は新総督のフィリップ3世に不信感を抱き、ヘントにおける暴動で捕虜となったフィリップ3世は辞任を約束して釈放された。
その後、フィリップ3世はスペイン王フェリペ2世の好意を取り戻そうと努め、1580年にフェリペ2世から赦免され、再びネーデルラントの統治に加わった。しかし、1594年にフエンテス伯が総督に就任した際、フィリップ3世はフエンテス伯の下に仕えることを拒否し、ヴェネツィアに隠遁し、そこで1595年12月に死去した。

## 結婚と子女
フィリップ3世は1558年1月24日にニーウポールト子爵ジャン3世・ド・アルウィンとジョシーヌ・ド・ラノワの娘ヨハンナ・ヘンリエッテ・ファン・ハーレヴィンと結婚した。2人の間には3子が生まれた。
- シャルル3世（1560年 - 1612年） - 4代アールスコート公
- アンヌ（1563年 - 1635年） - 初代アーレンベルク侯シャルル・ダランベールと結婚
- マルグリット（1568年 - 1614年） - ボシュ伯ピエール2世・ド・エナンと結婚、ヴラティスラフ・フォン・フュルステンベルクと再婚。

最初の妻の死後、1582年5月1日にトレロン領主ルイ2世・ド・ブロワとシャルロット・デュミエールの娘ジャンヌ・ド・ブロワ＝トレロン（1605年没）と結婚した。